# (36132) 1999 RU158
1999 RU158 (asteroide 36132) é um asteroide da cintura principal. Possui uma excentricidade de 0.09106230 e uma inclinação de 11.08560º.
Este asteroide foi descoberto no dia 9 de setembro de 1999 por LINEAR em Socorro.